# 1988年ソウルオリンピックのアーチェリー競技
1988年ソウルオリンピックのアーチェリー競技（1988ねんソウルオリンピックのアーチェリーきょうぎ）は、9月27日から10月1日までの競技日程で行われた。会場は花郎アーチェリー場。

## メダル受賞者
| 種目          | 金                        | 銀             | 銅                             |
| ------------- | ------------------------- | -------------- | ------------------------------ |
| 男子個人 詳細 | ジェイ・バース (USA)      | 朴成洙 (KOR)   | ウラジミール・エシェエフ (URS) |
| 男子団体 詳細 | 韓国                      | アメリカ合衆国 | イギリス                       |
| 女子個人 詳細 | 金水寧 (KOR)              | 王喜敬 (KOR)   | 尹映淑 (KOR)                   |
| 女子団体 詳細 | 韓国 金水寧 王喜敬 尹映淑 | インドネシア   | アメリカ合衆国                 |